# Równia (Skrzyczne)
Równia (ok. 807 m n.p.m.) – wzniesienie na południowo-wschodnim ramieniu Skrzycznego w Beskidzie Śląskim. W istocie jest to tylko miejsce na którym stromy grzbiet na pewnym odcinku zwęża się i staje się zupełnie poziomy. Prowadzi nim leśna droga, na Równi obsadzona modrzewiami. Powyżej Równi jest Hala Jaskowa.
Na północnych stokach Równi ma swoje źródła potok Kalonka, a na południowych stokach grani między Równia i Halą Jaskową opisano 15 niewielkich jaskiń. Równia znajduje się w obrębie wsi Lipowa w województwie śląskim, w powiecie żywieckim, w gminie Lipowa. Prowadzi przez nią szlak turystyczny
 Lipowe, hotel „Zimnik” – Równia – Hala Jaskowa – Skrzyczne. Odległość 4,3 km, suma podejść 730 m, czas przejścia 2:10 godz., z powrotem 1:15 godz.